# Anna Kournikova (computerworm)
Anna Kournikova is de naam van een computerworm die verscheen op 11 februari 2001. Het zorgde voor talloze overbelaste mailservers en systeemstoringen.

## Beschrijving
De worm is vernoemd naar de toen nog actieve Russische tennisster Anna Koernikova. De bestandsnaam van de e-mailbijlage is AnnaKournikova.jpg.vbs.
Anna Kournikova is geschreven in VBScript en werd automatisch als e-mailbijlage verzonden. Het script is geschreven door de toen twintigjarige Nederlandse student Jan de Wit onder zijn alias OnTheFly. Hij schreef de code in enkele uren met behulp van een zogenaamde worm generator en plaatste deze online in een nieuwsgroep. De worm beschadigt geen computerbestanden, in tegenstelling tot het ILOVEYOU-virus dat in 2000 verscheen, maar stuurt zichzelf door naar alle contacten in het adresboek van de gebruiker.
De Wit stapte op 14 februari 2001 zelf naar de politie in zijn woonplaats Sneek. Ook plaatste hij online een spijtbetuiging. Zijn doel was om de beveiliging te testen van IT-systemen en of deze waren verbeterd na eerdere virusinfecties. De Wit werd uiteindelijk veroordeeld tot 150 uur taakstraf.

## Trivia
In een aflevering van de Amerikaanse sitcom Friends werd de laptop van Ross Geller door een actie van Chandler Bing besmet met een e-mail omdat die laatste een naaktfoto van Kournikova werd beloofd. Een speech die Geller zou houden voor een paleontologencongres ging daarbij verloren.